# Mound City (Illinois)
Pour les articles homonymes, voir Mound City.
La ville de Mound City est le siège du comté de Pulaski, dans l’État de l’Illinois, aux États-Unis.

## Histoire
La majeure partie des buttes (en anglais mound) dont la localité tire son nom ont été détruites par l’agriculture et l’expansion de la ville.